# Kostel svatého Petra a Pavla (Dříteč)
Kostel svatého Petra a Pavla se nalézá na křižovatce silnic v obci Dříteč v okrese Pardubice. V současnosti je filiálním kostelem římskokatolické farnosti v Opatovicích nad Labem. Kostel je spolu s celým areálem přilehlého hřbitova chráněn jako kulturní památka. Národní památkový ústav tento kostel uvádí v katalogu památek pod rejstříkovým číslem 46346/6-2061.

## Historie kostela
Roku 1350 byla tu plebánie. Další zmínky jsou z let 1359 a 1365. Roku 1395 zdejší se plebán Zdech dostal do Milovic a na jeho místo dosadil patron kostela Jan Jerzán, hradecký arcijáhen a pražský kanovník plebána Petra. Roku 1420 je připomínán farář Tomáš. V průběhu 15. a 16. století byla fara podobojí. Roku 1615 zde působil evangelický farář Pavel Bytecký. Později byl kostel filiální do Dašic, pak do Sezemic.
Podle relace z roku 1677 měl tehdy následující vybavení: kalich stříbrný, monstranci mosaznou, křtitelnici cínovou, před oltářem dva velké svícny starobylé, nad trámem příčným sochy Ukřižovaného, Matky Boží a sv. Jana a tři zvony.

## Popis kostela
Kostel je jednolodní zděná gotická stavba ze 14. století. Při opravě byly roku 1864 zničeny staré nástěnné malby, jež zobrazovaly Přijímání pod obojí způsobou.
Kostelní loď je 10,50 m dlouhá a 8,80 m široká, vyšší než presbytář, který má při 9,00 m délky a 5,35 m šířky podobu nepravidelného pětistěnu. Klenba lodi je jednoduchá, plochá, dřevěná. Okna jsou gotická, jednoduchá, v presbytáři tři gotická a v lodi dvě kulatá. Sakristie je 4,20 m dlouhá a 4,50 m široká. Vlevo v presbytáři se nalézá kamenný gotický sanktuář, 87 cm vysoký a 51 cm široký, s kružbami.
Klenba presbytáře je gotická a na svorníku je vytesaná hlava sv. Petra.
Kazatelna je novodobá, z 19. století.
Do sakristie vedou železem pobité dveře, rozdělené ve stejné díly se železnými hlavicemi, starým zámkem a dlouhými článkovitými závěry.
Hlavní oltář sv. Petra a Pavla má obraz sv. Petra a Pavla na zlaté půdě od chrudimského malíře Papáčka. Vpravo od sakristie je nad oltáříkem Panny Marie malý portál. Kalichy a monstrance jsou novodobé, z 19. století.
Kamenná zvonice přistavěná vedle presbytáře je čtyřhranná o straně 5,80 m a končí jehlancem s křížem. V ní visí tři staré zvony:
- Průměr 1,12 m, výška 0,90 m. Nápis kolem koruny minuskulí: Tento zvon slyt gest ke czti a chwale Pana Boha a dobreho lidem skrze mistra Adama konwarze Leta Panie 1563.
- Průměr 0,94 m. výška 0,74 m. Dvouřádkový nápis v latinské majuskuli: [„]TENTO ZWON SLYT GEST KE CZTI A CHWALE PANA LETA PANIE 1564 SKRZE JANA S. BOHU VSEMOHOUCZIMU K ZADUSS KOSTELU DRZITECKYMU." Pod nápisem se nachází liliovitý vlys.
- Průměr 0,60 m, výška 0,46 m. Poledník. Nápis jednořádkový v latinské majuskuli: „SLOWO * PANIE * ZUSTAWA *NA WIEKY * WIEKU."

## Galerie

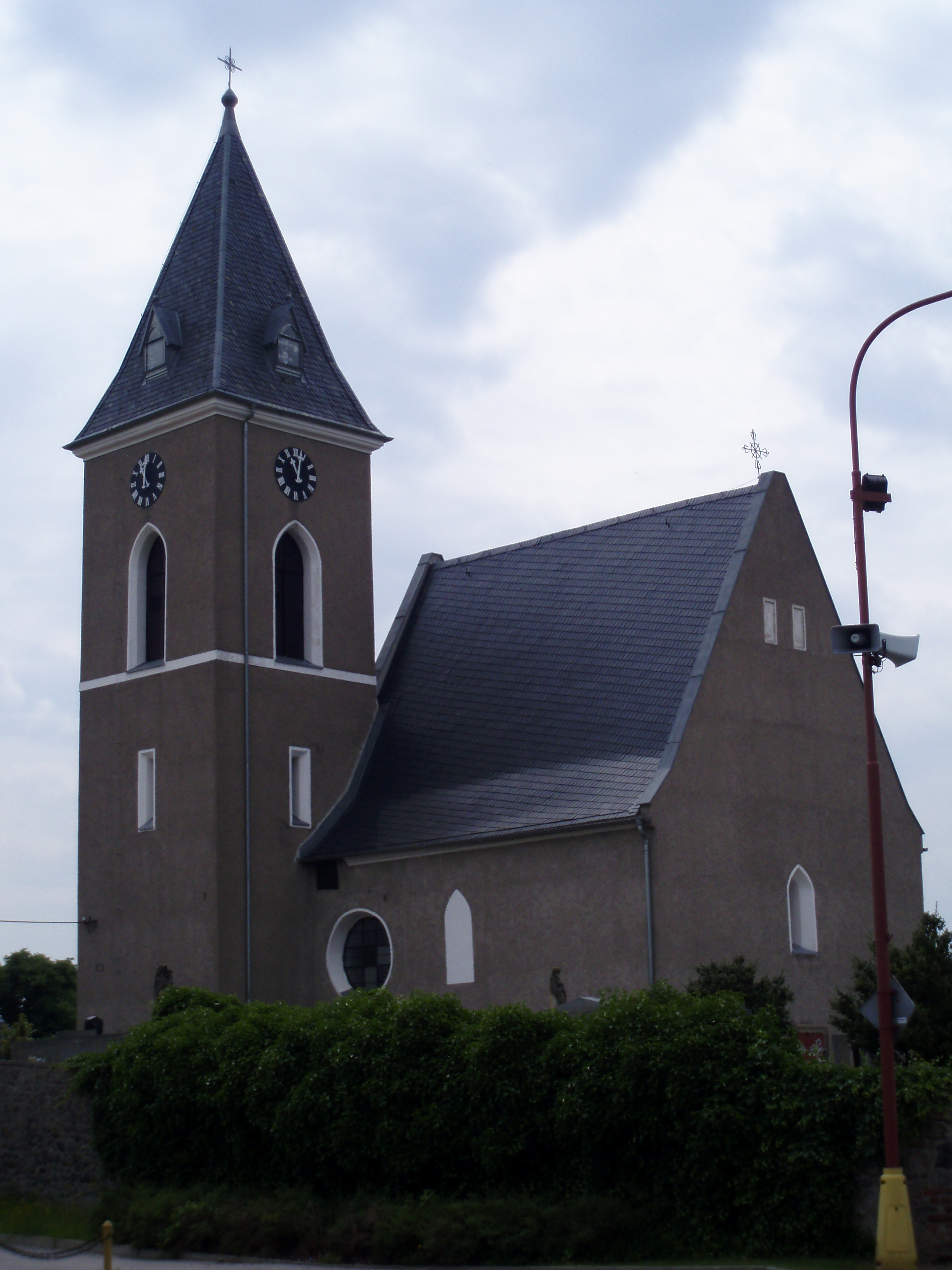
Pohled na kostel svatých Petra a Pavla (Dříteč)
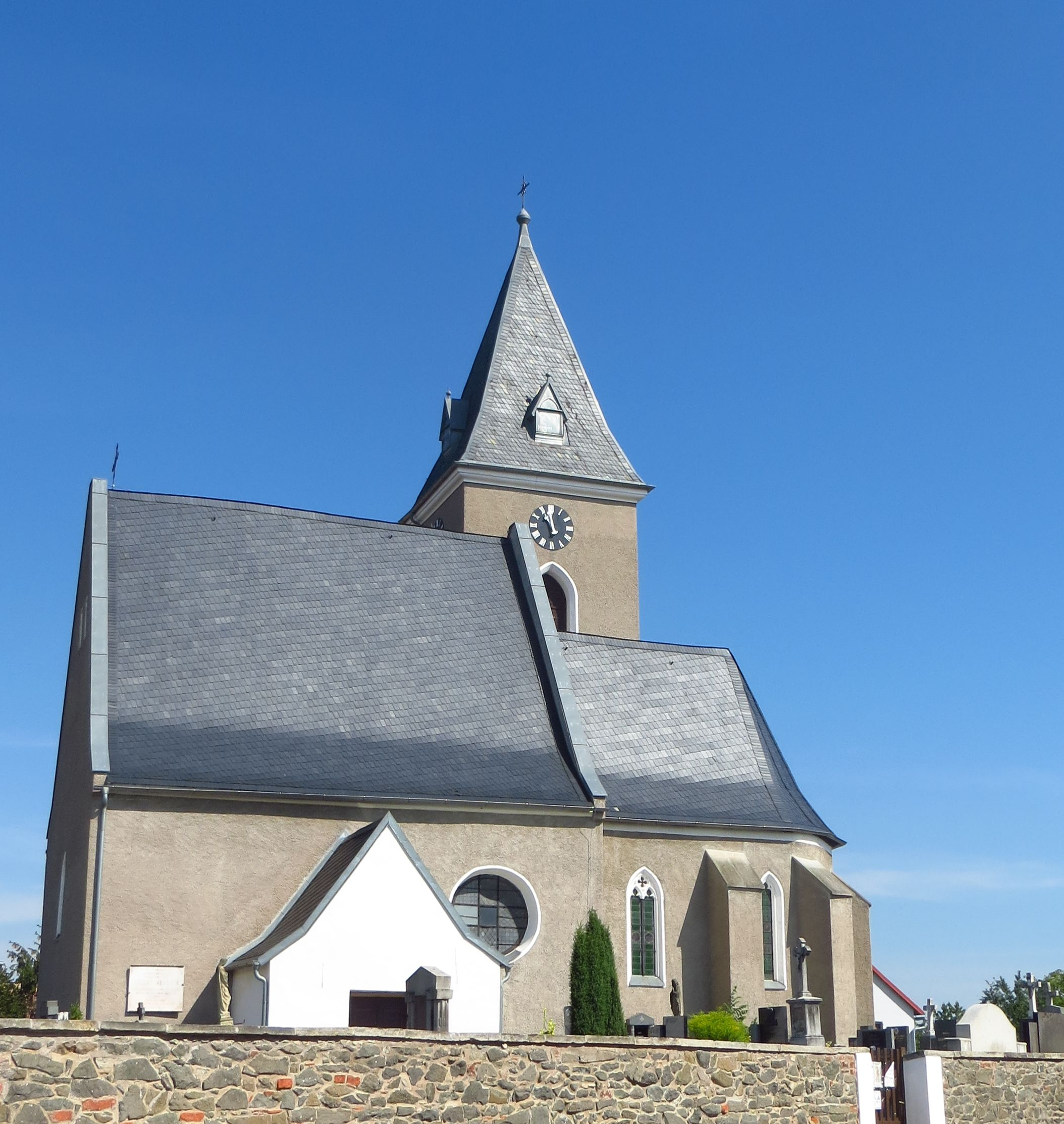
Pohled na kostel svatých Petra a Pavla (Dříteč)
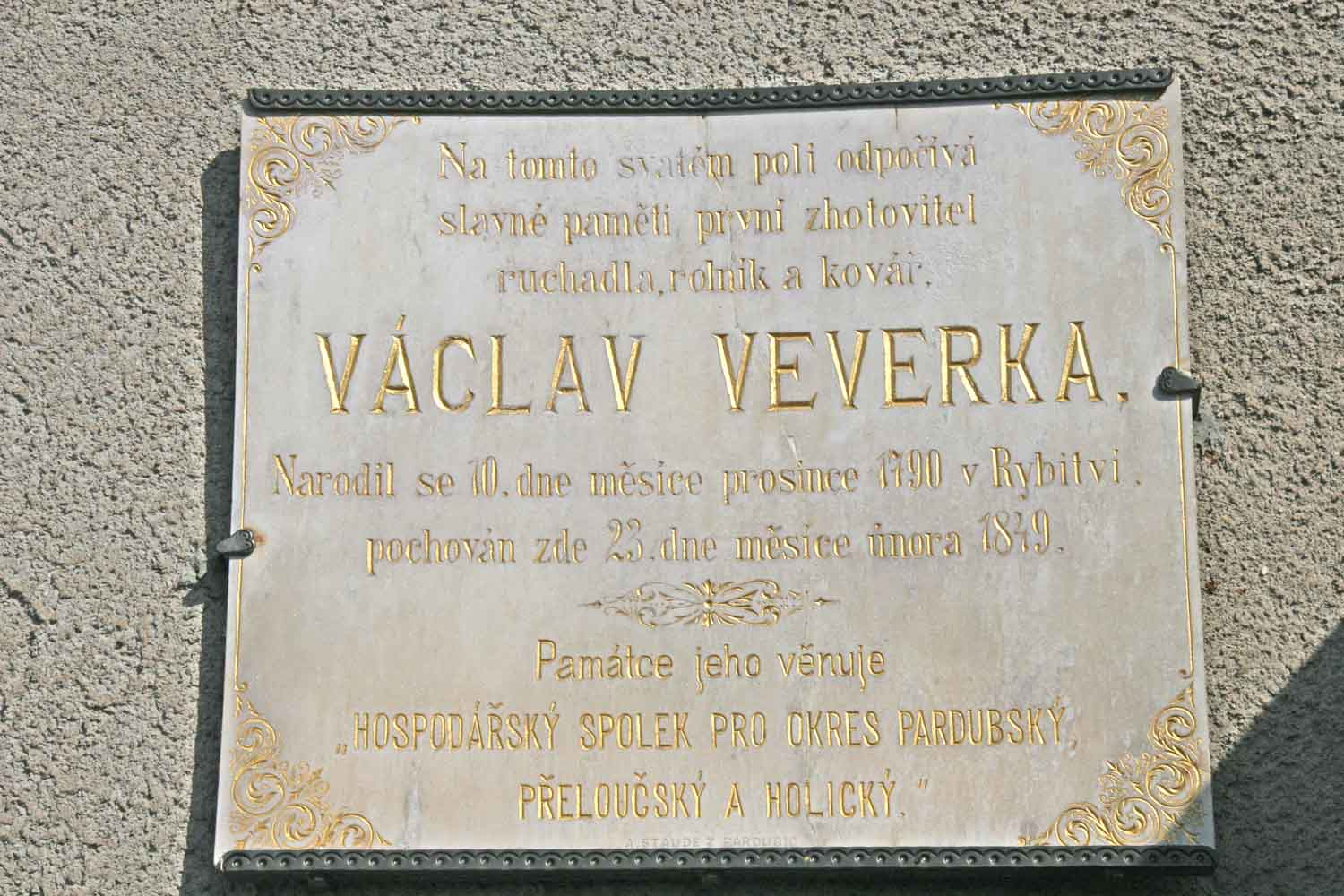
Pamětní deska Václava Veverky na kostele v Dřítči